# Nereudo Freire Henrique
Nereudo Freire Henrique (Arcoverde, 10 de maio de 1963) é um prelado brasileiro da Igreja Católica, desde 2024 bispo auxiliar da Arquidiocese de Olinda e Recife.

## Biografia
Obteve o bacharelado em ciências sociais pela Universidade Católica de Pernambuco (1988) e completou seus estudos filosóficos e teológicos no Seminário Arquidiocesano da Paraíba (1993-1996). Além disso, frequentou estudos de especialização em psicopedagogia, administração, sociologia e formação sacerdotal. Atualmente está cursando mestrado em teologia sistemático-pastoral pela Pontifícia Universidade Católica do Rio de Janeiro.
Recebeu a ordenação presbiteral como diaconato em 16 de agosto de 1996 e presbiterado em 13 de dezembro do mesmo ano, pelas mãos de Dom Marcelo Pinto Carvalheira, O.S.B., sendo incardinado na Arquidiocese da Paraíba.
Foi vigário paroquial na paróquia Jesus Cristo Rei, de 1997 a 2009, e pároco, de 2010 a 2018. Foi reitor do Seminário Propedêutico da arquidiocese da Paraíba, de 1996 a 1997; formador e ecônomo do Seminário da arquidiocese da Paraíba, respectivamente, de 1998 a 2004 e de 1998 a 2001.
Foi membro do Conselho Presbiteral da arquidiocese da Paraíba, de 2001 a 2019; membro do Colégio de Consultores da arquidiocese da Paraíba, de 2003 a 2019; coordenador da Organização dos Seminários e Institutos Filosófico-Teológicos do Regional Nordeste 2 (Osib NE 2), entre 1999 e 2001. Também atuou como ecônomo da Arquidiocese da Paraíba, de 2002 a 2019.
Até sua nomeação episcopal, desde 2014, foi ecônomo da Conferência Nacional dos Bispos do Brasil e, desde 2023, é membro do Comitê Gestor da Conferência dos Bispos. Desde 2020, também atua no economato da Rede Eclesial Pan-Amazônica (Repam-Brasil).
Em 8 de novembro de 2024, foi nomeado pelo Papa Francisco como bispo auxiliar de Olinda e Recife, sendo atribuído como bispo titular de Mopta. Recebeu a ordenação episcopal em 25 de janeiro de 2025, na Catedral Basílica de Nossa Senhora das Neves em João Pessoa, do arcebispo da Paraíba, Dom Manoel Delson Pedreira da Cruz, O.F.M.Cap., coadjuvado por Dom Paulo Jackson Nóbrega de Sousa, arcebispo de Olinda e Recife e pelo cardeal Dom Jaime Spengler, O.F.M., arcebispo de Porto Alegre e presidente da Conferência Nacional dos Bispos do Brasil e do Conselho Episcopal Latino-Americano e Caribenho.